# Rosária da Silva
Rosária da Silva (Golungo Alto, 4 de abril de 1959) es una escritora, dramaturga, novelista y poeta angoleña. Es considerada una de las primeras novelistas en la historia de la literatura angoleña. 

## Biografía
Rosária da Silva nació en Golungo Alto, provincia de Cuanza Norte, perteneciente a la colonia portuguesa de Angola. Después de culminar su educación secundaria, estudió Educación con enfoque en lingüística portuguesa en el Instituto Superior de Ciencias de la Educación (CINE) de la Universidad Agostinho Neto en Luanda, Angola.
En la década de 1980, fue coautora de la revista Kilimba, donde se publicaba principalmente poemas y artículos en la categoría Cultura y mujeres. En 1984, Silva se unió a la Brigada de la Juventud Literaria en Lobito. En 1987, participó en la primera reunión de jóvenes autores de Angola. En los años ochenta y noventa, también escribió en la sección Vida y cultura del periódico estatal Jornal de Angola. Fue activa no solo como escritora sino que también se dedicó al teatro y la música. Escribió las obras A falta de casas, Conflitos e Ilusão; las dos últimas se representaron en 1985 y 1989, respectivamente. Desde 1988, es miembro de pleno derecho de la Unión de Artistas y Compositores de Angola (UNAC). Desde la década de 1980 hasta la década de 1990 enseñó en un internado.
Publicó en 1999 su primera novela, que se tituló Totonya. El libro. que recibió la mención honorífica del Prémio Literário António Jacinto, incluye contenido de sexo explícito como forma de protestar en contra el abuso físico y psicológico hacia las mujeres. A diferencia de muchos de sus pares angoleños, sus obras han tratado las bases de la lucha de clases, abordando cuestiones de política corporal y tradición versus modernidad.
Rosária da Silva trabaja como directora provincial de medios en Cuanza Norte y también es directora gerente de la revista mensual regional Kilombo - Kwanza Norte Actualidade.